# 중모중학교
중모중학교(中牟中學校)는 대한민국 경상북도 상주시 모동면 덕곡리에 있는 공립 중학교이다.

## 학교 연혁
- 1954년 5월 17일 : 중모중학교 설립인가 (공학 6학급)
- 1954년 6월 9일 : 중모중학교 개교
- 1955년 5월 21일 : 정종진 중모중학교 교감 부임(교장 직무대리)
- 1956년 2월 19일 : 초대 정종진 중모중학교 교장 부임
- 1967년 11월 27일 : 중모상업고등학교 설립 인가 (공학 3학급)
- 2010년 6월 24일 : 다목적 강당(백화관) 준공
- 2022년 9월 1일 : 제30대 홍동의 교장 부임
- 2022년 12월 30일 : 제69회 중학교 졸업식(14명, 총 6,413명) 졸업
- 2023년 3월 2일 : 중학교 6명 입학

## 참고 자료
- 중모중학교 - 한국교육학술정보원 학교알리미